# Günter Smolla

Günther Smolla 1999

Günter Smolla (* 10. August 1919 in Breslau; † 30. Dezember 2006 in Königstein im Taunus) war ein deutscher Prähistoriker.

## Leben
Nach dem Studium an den Universitäten Breslau, Wien und Bonn erlangte er im Jahre 1941 die Promotion in seiner Heimatstadt. An der Universität Tübingen war er von 1946 bis 1955 als wissenschaftlicher Assistent am Institut für Ur- und Frühgeschichte tätig.
Im Jahre 1955 wurde er an der Universität Tübingen habilitiert. Für die Sammlung Nassauischer Altertümer in Wiesbaden wurde er zum Direktor berufen. Ab 1956 lehrte er an der Universität Frankfurt als Dozent am Seminar für Alte Geschichte, dessen Abteilung für Vorgeschichte er zudem leitete. Ab 1961 war er außerordentlicher Professor am Seminar für Vor- und Frühgeschichte in Frankfurt. Hier wurde er 1984 emeritiert. Er war korrespondierendes Mitglied des Deutschen Archäologischen Instituts sowie korrespondierendes Mitglied der Anthropologischen Gesellschaft in Wien.
Günter Smolla machte in seinen „Neolithischen Kulturerscheinungen“ die Werke von Vere Gordon Childe in Deutschland bekannt und entwickelte gleichzeitig Überlegungen zum Neolithisierungsprozess. Ferner beschäftigte er sich mit der Urgeschichte Afrikas und weltweit vergleichenden Studien.
Bei Günter Smolla wurden unter anderem Günther Bernhard, Turan Efe, Ernst Ross, Rudolf Gerharz, Christine Peschel, Manfred Korfmann und Fritz-Rudolf Herrmann promoviert.

## Veröffentlichungen (Auswahl)
- Neolithische Kulturerscheinungen. Habelt, Bonn 1960.
- Epochen der menschlichen Frühzeit. Alber, Freiburg im Breisgau 1967.
- Prähistorische Keramik aus Ostafrika. In: Tribus. Band 6, 1957, S. 35–64.
- Analogien und Polaritäten. In: Studien aus Alteuropa. Festschrift für Kurt Tackenberg (= Bonner Jahrbücher. Beiheft 10). Band 1. Böhlau, Köln 1964, S. 30–35.
- Prähistorische Bevölkerungszahlen. In: Wolfram Bernhard, Anneliese Kandler (Hrsg.): Bevölkerungsbiologie. Beiträge zur Struktur und Dynamik menschlicher Populationen in anthropologischer Sicht. Gustav Fischer, Stuttgart 1974, S. 333–343.
- Martin Jahn, 20. September 1888 bis 11. September 1974. In: Prähistorische Zeitschrift. Band 50, 1975, S. 1–8.
- Das Kossinna-Syndrom. In: Fundberichte aus Hessen. Band 19/20, 1980, S. 1–9.
- Ein Reh-Astragal aus Cucuteni. In: Peter Snoy (Hrsg.): Ethnologie und Geschichte: Festschrift für Karl Jettmar (= Beiträge zur Südasienforschung. Band 86). Steiner, Wiesbaden 1983, ISBN 3-515-04104-4, S. 567–572.
- Gustaf Kossinna nach 50 Jahren. Kein Nachruf. In: Acta Praehistorica et Archaeologica. Band 16/17, 1984/85, S. 9–14.
- mit Manfred Korfmann, Gerhard Liesegang: Historische Geographie – Südafrika (Moçambique, Swaziland, Republik Südafrika). Borntraeger, Berlin / Stuttgart 1987, ISBN 3-443-28363-2.
- Demographie der Bronzezeit – Fakten und Fehlstellen. Versuch einer Zusammenfassung. In: Karl-Friedrich Rittershofer (Hrsg.), Demographie der Bronzezeit. Paläodemographie – Möglichkeiten und Grenzen. Kolloquium der Arbeitsgemeinschaft Bronzezeit in Ettlingen 1988 und Frankfurt a. M. 1989. Leidorf, Espelkamp 1997, ISBN 3-89646-308-X, S. 313–315.
- Analogien und ihre Grenzen. In: Urgeschichte als Kulturanthropologie (Festschrift Karl J. Narr I) (= Saeculum. Band 41). 1990, S. 326–331.
- Sibylle Kästner, Sigrun M. Karlisch, Günter Smolla: Frauen in der menschlichen Frühzeit. In: Brigitte Löhr (Hrsg.): Frauen in der Geschichte. Grundlagen – Anregungen. Materialien für den Unterricht. Band 1: Beiträge. Deutsches Institut für Fernstudien an der Universität Tübingen / Akademie für Lehrerfortbildung Dillingen/Donau, Tübingen 1993, S. 25–41.
- Troia – Ilion und das Meer. Zur Lage von Hafenanlagen. In: Rüstem Aslan u. a. (Hrsg.): Mauerschau. Festschrift Manfred Korfmann. Band 1. Bernhard Albert Greiner, Remshalden-Grunbach 2002, S. 35–36.

## Festschriften
- Martin Schmidt (Hrsg.): Geschichte heißt: so ist's gewesen, abgesehen von dem, wie's war. Geburtstagsgrüße für Günter Smolla (= Archäologische Berichte. Band 11). Bonn 1998 (Digitalisat).
- Fritz-Rudolf Herrmann (Hrsg.): Festschrift für Günter Smolla (= Materialhefte zur Vor- und Frühgeschichte in Hessen. Band 8). Wiesbaden 1999 (S. XI–XX Schriftenverzeichnis).